# Olga Petit
Olga Petit, nascida Scheina Lea-Balachowsky e também conhecida como Sonia Olga Balachowsky-Petit (1870 — 1965), tornou-se a primeira mulher advogada na França em 6 de dezembro de 1900. Petit nasceu em Korson, que mais tarde tornou-se parte da Ucrânia. Sua tese no curso de Direito tinha o título de "A Lei e a Ordenação em Estados Onde os Poderes Legislativo e Executivo Não Estão Separados."